# 生日快樂 (凱蒂·佩芮歌曲)
《生日快樂》（英語："Birthday"）是美国歌手凱蒂·佩芮的一首歌曲。收录于她的第3张录音室专辑《超炫光》中。这首歌曲参考了王子的歌曲和玛丽亚·凯莉的首张专辑。佩里亦亲自参与了歌曲的创作。2014年4月，歌曲作为专辑的第3支单曲发行。
歌曲发行后收到了乐评的好评，乐评称赞其旋律，但部分指出歌曲有部分借鉴元素。商业表现上，歌曲进入了韩国和法国的单曲榜。在作为正式单曲发行后，它在美国公告牌舞曲榜和以色列电视播放榜上排名第一，在比利时佛兰德地区和华伦西亚地区排名第二，在南非排名第三，在加拿大排名第七，在韩国排名第十，在美国公告牌热100榜上排名第17，在其他九个国家的排名进入了前40。歌曲的音乐录影带于2014年4月24日发布。主要使用隐藏摄像头录制，视频中佩里扮演了五个不同的角色，在生日派对和其他庆祝活动中展现出来。佩里的化妆效果由托尼·加德纳设计和制作。音乐视频获得了评论褒贬不一的评价，同时，佩里扮演犹太人角色引发了批评。杰斯·格林（Jess Glynne）在BBC Radio 1的《现场休息室》（Live Lounge）上翻唱了这首歌，海爾希在天空卫星电台（SiriusXM）上演唱了这首歌。

## 制作与发行
〈生日快乐〉由佩芮、邦妮·麦基、西库特、卢克博士和马克斯·马丁共同创作，后三者亦制作了这首歌，并为乐器编排和编写了各自的乐器。鼓是由史蒂文·沃尔夫（Steven Wolf）击打的，而喇叭则由《周六夜现场》乐队演奏，由莱尼·皮克特（Lenny Pickett）编剧，戴夫·奥唐奈尔（Dave O'Donnell）负责音频工程。它的音频工程由彼得·卡尔松（Peter Carlsson）、克林特·吉布斯（Clint Gibbs）、萨姆·霍兰（Sam Holland）和迈克尔·伊尔伯特（Michael Illbert）完成。这首歌最终由Serban Ghenea在维吉尼亚州弗吉尼亚海滩的MixStar Studios混音，混音工程师是约翰·哈恩斯。这首歌本身是在各种工作室录制的，包括卢克的Boo工作室在加利福尼亚州马里布市、康威录音室在加利福尼亚州好莱坞市、播放录音室在加利福尼亚州圣巴巴拉市、斯德哥尔摩MXM工作室和加利福尼亚州蒙特西托的秘密花园工作室。
这首歌于2013年10月16日在网上泄露，比《棱镜》的正式发行日期提前两天。2014年4月3日，佩芮在她的Twitter账号上宣布〈生日快乐〉将作为专辑的第四支单曲发行，并发布了它的单曲封面。封面是基于一张拍摄于1990年左右的一个生日派对上的照片，金发的佩里和她的姐姐安吉拉·哈德森（Angela Hudson）对着摄像机微笑。
为了推广这首单曲，歌词版音乐录影带于2014年4月10日上传到佩里的Vevo账号上。它展示了各种蛋糕和甜点——其中包括其他甜点——上面装饰着歌曲的歌词，并以佩里点燃蛋糕的最后一支蜡烛结束。

## 商业成绩
《棱镜》专辑发布后，由于强劲的数字下载销售，〈生日快乐〉在法国和韩国的单曲榜上排名。它在法国唱片业联合会单曲榜上首周排名第160，只上榜了一周。在韩国，它在Gaon国际榜上排名第51，数字下载量为3,089份。
在作为单曲发布之前，这首歌曾在2014年4月16日的公告牌百大单曲榜上进榜，排名第91位。一周后，这首歌跃升至第83位。接下来的一周，它从83位跃升至37位。它在公告牌百大单曲榜上达到了最高位第17位，成为佩里第15首进入该榜前20位的歌曲。
这首歌曾登顶告示牌舞曲夜店歌曲榜（Dance Club Songs），刷新了她连续多张告示牌舞曲夜店歌曲榜冠军单曲的纪录，达到了14首。这首歌在美国销售了超过100万份，因此获得了美国唱片业协会（RIAA）的白金认证。

## 曲目列表
- 数字下载（Cash Cash混音版本）[1]

1. "Birthday" (Cash Cash Remix) – 4:25

## 榜单
| 榜单（2014年）                           | 最高 排位 |
| ---------------------------------------- | --------- |
| 澳大利亚（澳大利亚唱片业协会單曲榜）     | 25        |
| 奥地利（Ö3四十强单曲榜）                 | 51        |
| 比利时佛兰德（Ultratip榜外單曲榜）       | 2         |
| 比利时瓦隆（Ultratip榜外單曲榜）         | 2         |
| 加拿大（Canadian Hot 100）               | 7         |
| 加拿大（《告示牌》Canada AC）            | 4         |
| 加拿大（《告示牌》Canada CHR）           | 4         |
| 加拿大（《告示牌》Canada Hot AC）        | 2         |
| 独联体（Tophit独联体电台榜）             | 185       |
| 捷克（電台百強單曲榜）                   | 32        |
| 捷克（百強數位單曲榜）                   | 32        |
| 芬蘭（芬兰官方电台榜）                   | 25        |
| 法国（法國唱片出版業公會單曲榜）         | 57        |
| 法国（法国唱片出版业公会电台榜）         | 5         |
| 德国（德國官方單曲榜）                   | 69        |
| 愛爾蘭（愛爾蘭唱片音樂協會单曲榜）       | 47        |
| 以色列（媒体森林电视播放榜）             | 1         |
| 意大利（意大利音乐产业联盟单曲榜）       | 49        |
| 荷兰（荷蘭四十強單曲榜）                 | 34        |
| 荷兰（百强单曲榜）                       | 56        |
| 新西兰（新西兰唱片音乐协会单曲榜）       | 17        |
| 蘇格蘭（官方榜单公司單曲榜）             | 16        |
| 斯洛伐克（電台百強單曲榜）               | 37        |
| 斯洛伐克（百強數位單曲榜）               | 24        |
| 斯洛文尼亚（斯洛文尼亚五十大单曲榜）     | 26        |
| 南非（非洲娱乐监测）                     | 3         |
| 韩国（Gaon国际数字单曲榜）               | 10        |
| 英國（官方榜单公司單曲榜）               | 22        |
| 美国（《告示牌》百大單曲榜）             | 17        |
| 美國（《告示牌》成人當代單曲榜）         | 29        |
| 美國（《告示牌》Adult Pop Airplay）      | 11        |
| 美國（《告示牌》Dance/Mix Show Airplay） | 8         |
| 美國（《告示牌》Dance Club Songs）       | 1         |
| 美國（《告示牌》Pop Airplay）            | 8         |
| 美國（《告示牌》Rhythmic Songs）         | 25        |

| 榜单（2014年）                      | 排位 |
| ----------------------------------- | ---- |
| 加拿大（Canadian Hot 100）          | 50   |
| 法国（法国唱片出版业公会单曲榜）    | 197  |
| 美国（Billboard Hot 100）           | 80   |
| 美国（《公告牌》Dance Club Songs）  | 33   |
| 美国（《公告牌》Mainstream Top 40） | 50   |

## 销售认证
| 地區                           | 认证    | 认证单位/销量 |
| ------------------------------ | ------- | ------------- |
| 澳大利亚（澳大利亚唱片业协会） | 2× 白金 | 140,000‡      |
| 巴西（巴西唱片業協會）         | 白金    | 60,000‡       |
| 加拿大（加拿大音乐协会）       | 白金    | 80,000‡       |
| 意大利（意大利音乐产业联盟）   | 金      | 15,000‡       |
| 挪威（國際唱片業協會挪威分会） | 金      | 30,000‡       |
| 瑞典（瑞典唱片業協會）         | 金      | 20,000‡       |
| 英国（英国唱片业协会）         | 银      | 200,000‡      |
| 美国（美國唱片業協會）         | 白金    | 1,000,000‡    |
| ‡僅含認證的+實際銷量           |         |               |

## 发行历史
| 地区   | 日期          | 形式         | 版本            | 厂牌 | 来源         |
| ------ | ------------- | ------------ | --------------- | ---- | ------------ |
| 美国   | 2014年4月21日 | 當代流行電台 | 原版            | 国会 | [ 50 ]       |
| 美国   | 2014年4月21日 | 当代节奏电台 | 原版            | 国会 | [ 51 ]       |
| 美国   | 2014年5月20日 | 數位下載     | Cash Cash混音版 | 国会 | [ 1 ]        |
| 英国   | 2014年5月22日 | 數位下載     | Cash Cash混音版 | 国会 | [ 來源請求 ] |
| 意大利 | 2014年6月6日  | 电台播放     | 原版            | 国会 | [ 52 ]       |